# Haplopus micropterus
Haplopus micropterus är en insektsart som först beskrevs av Le Peletier de Saint Fargeau och Jean Guillaume Audinet Serville 1827.  Haplopus micropterus ingår i släktet Haplopus och familjen Phasmatidae. Inga underarter finns listade i Catalogue of Life.